# Radio Hengelo TV

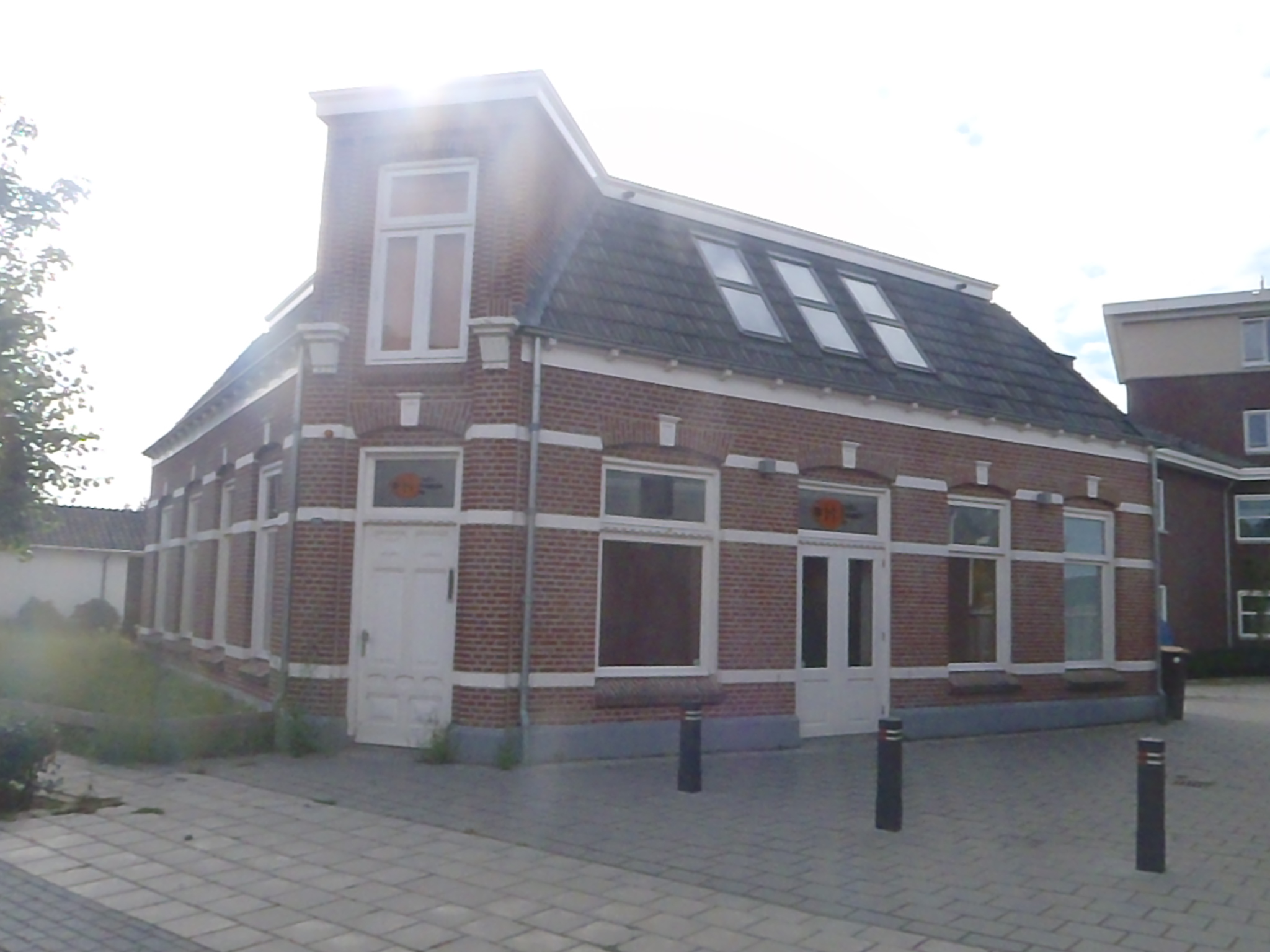
Studio en Redactie van Radio Hengelo TV aan de Langelermaatweg in hengelo

Radio Hengelo TV is de lokale omroep voor de gemeente Hengelo. Een team van vrijwilligers zorgt voor uitzendingen op zowel radio als televisie.

## Radio Hengelo
Het huidige Radio Hengelo is in 1999 opgericht. Vanaf 2014 wordt overdag op werkdagen 1Twente, een merk van RMC Twente, uitgezonden vanuit de studio in Enschede. In de avond en het weekend worden alle programma's vanuit de studio aan de Langelermaatweg of op locatie gemaakt.
Ontvangstmogelijkheden:
- Ether, Hengelo en omgeving: 105,8 MHz
- Ziggo-kabel, Hengelo: 104,1 MHz
- Ziggo-kabel, Hengelo: kanaal 916 digitaal
- KPN-kabel, Hengelo: kanaal 394

## Top 1000
In 2014 wordt de 25ste editie van de Radio Hengelo Top 1000 uitgezonden. De lijst wordt samengesteld door de inwoners van Hengelo zelf. Tijdens de uitzendingen, tussen kerst en oud en nieuw, worden veel prijzen van lokale bedrijven weggegeven.

## Hengelo TV
Sinds 2010 wordt Hengelo TV in eigen huis geproduceerd. Op de meeste momenten van de dag wordt tekst tv uitgezonden met op het hele uur Hengelo Update (lokaal nieuws) en het NOS Nieuws. Tevens verschijnen ook steeds meer reportages en andere programma's op televisie.
Ontvangstmogelijkheden:
- Ziggo digitaal: kanaal 41
- Ziggo analoog: kanaal 6